# Nathan Eccleston
Nathan Geoffrey Junior Eccleston (Newton Heath, 30 december 1990) is een Engels voetballer die speelt voor Charlton Athletic.

## Carrière

### Liverpool
Eccleston kwam in 2006 van de jeugdopleiding van Bury naar die van Liverpool. In het seizoen 2009/10 speelde Eccleston in het tweede elftal van Liverpool. 
Op 27 augustus speelde hij voor het eerst mee met het tweede elftal in de wedstrijd tegen het tweede elftal van Blackburn Rovers. Liverpool verloor met 3-2 en Eccleston scoorde beide goals voor zijn club. 
Op 6 september 2009 was Eccleston opgeroepen voor de Champions League selectie. Zijn debuut maakte hij tegen Arsenal voor de League Cup. Hij verving Philipp Degen laat in de wedstrijd. Een paar dagen later maakte hij ook zijn debuut in de Premier League tegen Fulham.

### Huddersfield Town
Op 28 januari 2010 werd Eccleston uitgeleend aan Huddersfield Town dat uitkomt in de League One. Hij maakt zijn debuut twee dagen later tegen Yeovil Town. Huddersfield Town won met 1-0. Eccleston werd in z'n derde wedstrijd tegen Gillingham van het veld gestuurd na een harde tackle en kreeg een schorsing van drie wedstrijden. 
Eccleston speelde in totaal 11 wedstrijden voor Huddersfield Town en scoorde eenmaal.

### Charlton Athletic FC
Eccleston keerde terug bij Liverpool, maar is door die club tot het einde van het seizoen 2010/2011 verhuurd aan Charlton Athletic.

## Statistieken
| Club              | Seizoen     | Competitie | Competitie | FA Cup | FA Cup | Football League Cup | Football League Cup | Europa | Europa | Andere | Andere | Totaal | Totaal |
| Club              | Seizoen     | Wed.       | Goals      | Wed.   | Goals  | Wed.                | Goals               | Wed.   | Goals  | Wed.   | Goals  | Wed.   | Goals  |
| ----------------- | ----------- | ---------- | ---------- | ------ | ------ | ------------------- | ------------------- | ------ | ------ | ------ | ------ | ------ | ------ |
| Liverpool         |             |            |            |        |        |                     |                     |        |        |        |        |        |        |
| 2009/10           | 1           | 0          | 0          | 0      | 1      | 0                   | 0                   | 0      | 0      | 0      | 2      | 0      |        |
| 2010/11           | 1           | 0          | 0          | 0      | 1      | 0                   | 4                   | 0      | 0      | 0      | 6      | 0      |        |
| Huddersfield Town |             |            |            |        |        |                     |                     |        |        |        |        |        |        |
| 2010              | 11          | 1          | 0          | 0      | 0      | 0                   | 0                   | 0      | 1      | 0      | 12     | 1      |        |
| Club Totaal       | Club Totaal | 13         | 1          | 0      | 0      | 2                   | 0                   | 4      | 0      | 1      | 0      | 20     | 1      |